# Шугарланд Ран (Вирџинија)
Шугарланд Ран (енгл. Sugarland Run) насељено је место без административног статуса у америчкој савезној држави Вирџинија.

## Демографија
По попису из 2010. године број становника је 11.799.
| Група             | 2000.    | 2010.         |
| Белци             | 0 (0,0%) | 5.315 (45,0%) |
| Афроамериканци    | 0 (0,0%) | 990 (8,4%)    |
| Азијати           | 0 (0,0%) | 1.742 (14,8%) |
| Хиспаноамериканци | 0 (0,0%) | 3.397 (28,8%) |
| Укупно            | 0        | 11.799        |